# Czechy na Mistrzostwach Świata w Lekkoatletyce 2009
Czechy na Mistrzostwach Świata w Lekkoatletyce 2009 – reprezentacja Czech podczas czempionatu w Berlinie liczyła 22 członków. Wśród zawodników znaleźli się posiadacze rekordów świata: dziesięcioboista Roman Šebrle oraz oszczepniczka Barbora Špotáková, która zdobyła jedyny medal dla Czech podczas zawodów.

## Występy reprezentantów Czech

### Mężczyźni
- Bieg na 110 m
  - Petr Svoboda z wynikiem 13,38 zajął 6. miejsce w finale

- Skok w dal
  - Roman Novotný z wynikiem 7,86 zajął 26. miejsce w eliminacjach i nie awansował do finału
  - Štepán Wagner z wynikiem 7,68 zajął 35. miejsce w eliminacjach i nie awansował do finału

- Skok wzwyż
  - Jaroslav Bába z wynikiem 2,23 zajął 5. miejsce w finale

- Skok o tyczce
  - Jan Kudlička z wynikiem 5,40 zajął 22. miejsce w eliminacjach i nie awansował do finału

- Pchnięcie kulą
  - Antonín Žalský z wynikiem 19,77 nie awansował do finału

- Rzut oszczepem
  - Petr Frydrych z wynikiem 79,29 zajął 10. miejsce w finale
  - Vítězslav Veselý z wynikiem 75,76 zajął 28. miejsce w eliminacjach i nie awansował do finału

- Rzut młotem
  - Lukáš Melich z wynikiem 74,47 nie awansował do finału

- Dziesięciobój
  - Roman Šebrle z wynikiem 8266 pkt. zajął 11. miejsce

### Kobiety
- Bieg na 800 m
  - Lenka Masná z czasem 2:02.55 zajęła 20. miejsce w półfinale i nie zakwalifikowała się do finału

- Bieg na 100 m przez płotki
  - Lucie Škrobáková z czasem 12.92 zajęła 12. miejsce w półfinale i nie zakwalifikowała się do finału

- Bieg na 400 m przez płotki
  - Zuzana Hejnová z czasem 54.99 zajęła 11. miejsce w półfinale i nie zakwalifikowała się do finału

- Chód na 20 km
  - Zuzana Schindlerová z czasem 1:35:47 zajęła 19. miejsce

- Trójskok
  - Martina Šestáková z wynikiem 13,84 zajęła 22. miejsce w eliminacjach i nie awansowała do finału

- Skok wzwyż
  - Iva Straková z wynikiem 1,89 zajęła 21. miejsce w eliminacjach i nie awansowała do finału

- Skok o tyczce
  - Jiřina Ptáčníková z wynikiem 4,40 zajęła 16. miejsce w eliminacjach i nie awansowała do finału
  - Romana Maláčová z wynikiem 4,10 zajęła 30. miejsce w eliminacjach i nie awansowała do finału

- Rzut dyskiem
  - Věra Pospíšilová-Cechlová z wynikiem 59,52 zajęła 18. miejsce w eliminacjach i nie awansowała do finału

- Rzut oszczepem
  - Barbora Špotáková  zajęła 2. miejsce z wynikiem 66,42

- Rzut młotem
  - Lenka Ledvinová z wynikiem 62,92 zajęła 36. miejsce w eliminacjach i nie awansowała do finału

- Siedmiobój
  - Eliška Klučinová z wynikiem 5505 pkt. zajęła 22. miejsce